# دوريان كروزير
دوريان كروزيّر (بالإنجليزية: Dorian Crozier)‏ هو فنان إيقاعي أمريكي، ولد في 11 يونيو 1972 في نيويورك في الولايات المتحدة.